# Facobly
Facobly es un departamento de la región de Guémon, Costa de Marfil. En mayo de 2014 tenía una población censada de 76 507 habitantes.
Se encuentra ubicado al oeste del país, cerca del río Sassandra y de la frontera con Liberia.